# آفت زغال‌اخته
آفت زغال‌اخته (نام علمی: Synanthedon scitula) نام یک گونه از تیره شاپرک‌های بال‌شیشه‌ای است.